# Charles de Tarente
 (novembre 2022).
Si vous disposez d'ouvrages ou d'articles de référence ou si vous connaissez des sites web de qualité traitant du thème abordé ici, merci de compléter l'article en donnant les références utiles à sa vérifiabilité et en les liant à la section « Notes et références ».
Charles de Tarente (1296-1315), est l'ainé des fils de Philippe Ier de Tarente et de sa première femme, Thamar Ange, fille de Nicéphore Ier, despote d'Épire.
En 1313, lors du second mariage de son père avec Catherine de Valois, il est prévu de la marier avec Jeanne de Valois, sœur de la précédente.
En 1315, Florence, en lutte avec les gibelins de Pise, demanda des secours au roi de Naples, qui leur envoya son frère Philippe de Tarente à la tête d'une armée qui combattit à Montecatini.
Charles trouva la mort au cours de cette bataille.